# Parafia Narodzenia Najświętszej Maryi Panny w Chełmie
Parafia Narodzenia Najświętszej Maryi Panny w Chełmie – parafia rzymskokatolicka w Chełmie, należąca do archidiecezji lubelskiej i Dekanatu Chełm – Wschód. 

## Historia
Obecny kościół został zbudowany w latach 1735–1756 jako katedra greckokatolicka, w stylu zachodnioeuropejskiego baroku, według projektu Pawła Fontany, na miejscu poprzedniej katedry. W 1802 roku katedra spłonęła, w 1827 roku odbudowano ją. Po kasacie w 1875 roku przebudowana w stylu bizantyjsko-ruskim i zamieniona na sobór prawosławny. W latach 1915–1918 zajęta przez wojska austriackie na skład broni i amunicji. 26 maja 1919 roku katedra została przejęta przez kościół rzymskokatolicki. 
W latach 1921–1931 świątynia była kościołem zakonnym Jezuitów, a w 1931 roku przekazana księżom diecezjalnym. 25 października 1931 roku dekretem bp Mariana Fulmana została erygowana parafia pw. Narodzenia NMP, a jej pierwszym proboszczem został ks. Julian Jakubiak.

### Zasięg parafii
Do parafii należą wierni mieszkający w Chełmie (ulice: 11 Listopada, Al. I Armii WP, al. Piłsudskiego, Bohaterów, Bydgoska, Chopina, Czackiego, Czarnieckiego, Czerwonego Krzyża, Graniczna, Hrubieszowska, I Pułku Szwoleżerów, Jana Kazimierza, Jedność, Katedralna, Kolejowa, Krzywa, Ks. P. Skargi, Lubelska, Mechaniczna, Młodowskiej, Mościckiego, Partyzantów, Pl. Niepodległości, Pl. Sienkiewicza, Pl. Tysiąclecia, Pocztowa, Pogodna, Południowa, Reymonta, Siedlecka, Słoneczna, Słowackiego, Spółdzielcza, Starościńska, Stephensona, Szkolna, Śląska, św. Mikołaja, Uściługska, Wiejska, Wileńska, Wołyńska, Wspólna, Zamojska, Żwirki i Wigury).

## Proboszczowie
- ks. kan. Julian Jakubiak (1931–1942)[2]
- ks. kan. Marceli Mrozek (1942–1978)
- ks. inf. Kazimierz Bownik (1978–2009)[3]
- ks. prał. dr Tadeusz Kądziołka (2009–2016)
- ks. kan. Andrzej Sternik (od 1 lipca 2016)[4]